# Thalictrum zernyi
Thalictrum zernyi är en ranunkelväxtart som beskrevs av Oskar Eberhard Ulbrich. Thalictrum zernyi ingår i släktet rutor, och familjen ranunkelväxter. Inga underarter finns listade i Catalogue of Life.